# Камулодун
Камулодун (лат. Camulodunum) — главный город триновантов на территории современного Эссекса, Англия, ныне Колчестер.

## История

Местоположение Камулодуна в железном веке.

Камулодун является древнейшим городским поселением Британии. По мнению исследователей, Аддедомар (вождь триновантов) перенёс столицу из Брэфинга в Камулодун. Приблизительно в 10 году до н. э. Таскиован, правитель племени катувеллаунов, чеканил монеты в Камулодуне — факт, который дал историкам основания предполагать, что столица триновантов была захвачена катувеллаунами.

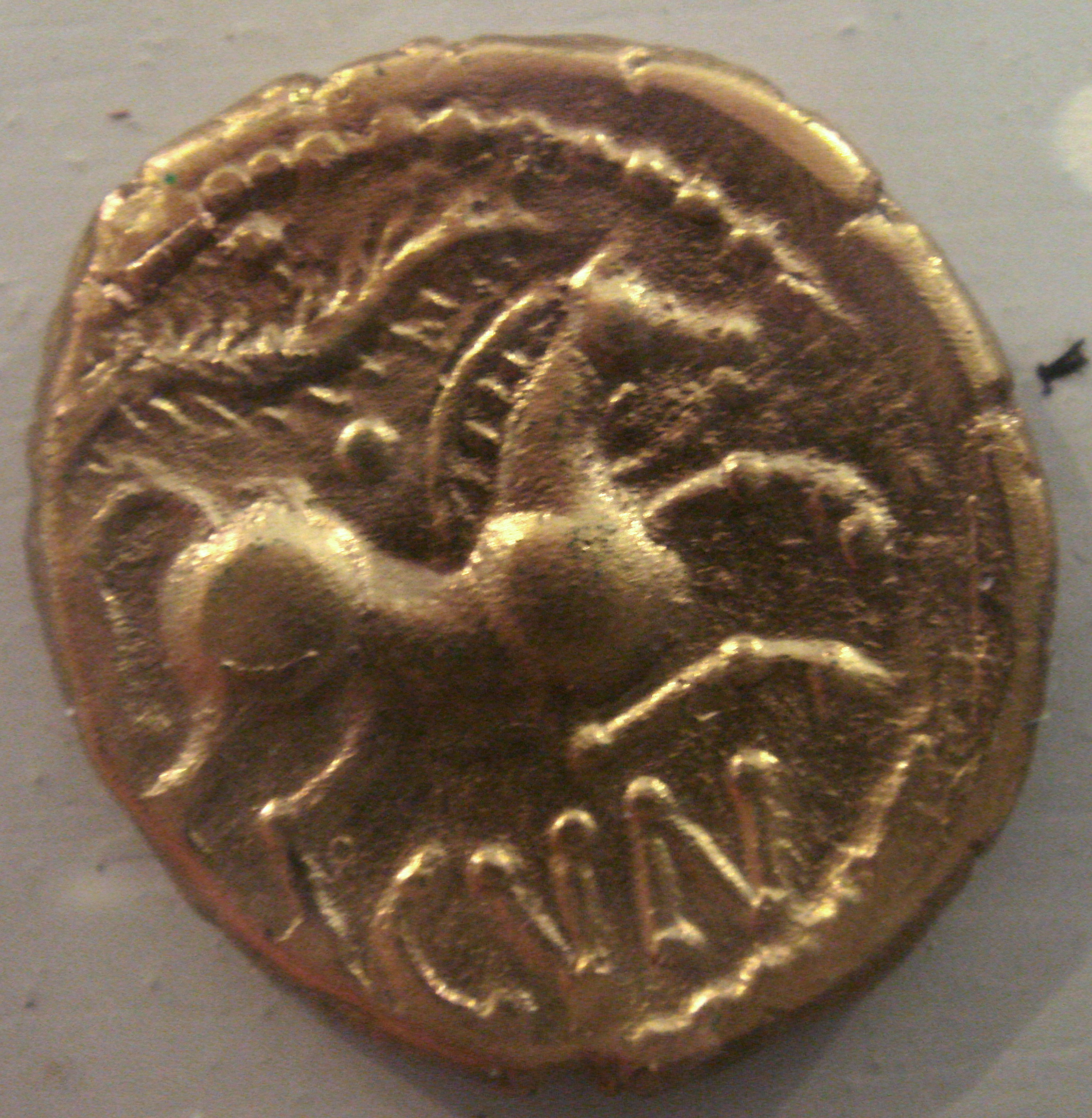
Монета триновантов, отчеканенная в Камулодуне.

Восставшие во главе с Боудикой захватили город Камулодун. В 61 году н. э. Квинт Петиллий Цериал попытался отбить город, однако потерпел сокрушительное поражение и вынужден был с остатками своего IX Испанского легиона укрыться в Галлии.

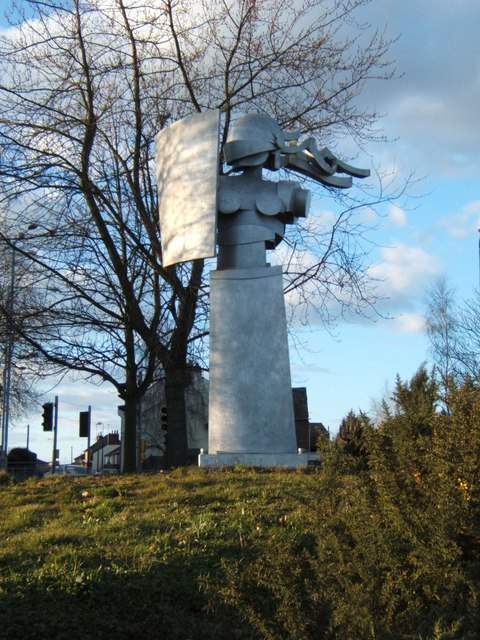
Статуя Боудики в Колчестере, посвящённая её завоеванию римского города.